# 察隅双盖蕨
察隅双盖蕨（学名：Diplazium subspectabile）也称察隅短肠蕨，为蹄盖蕨科双盖蕨属下的一个种。